# 대한민국 민법 제119조
대한민국 민법 제119조는 각자대리에 대한 민법 총칙상 조문이다.

## 조문
제119조(각자대리) 대리인이 수인인 때에는 각자가 본인을 대리한다. 그러나 법률 또는 수권행위에 다른 정한 바가 있는 때에는 그러하지 아니하다.

## 같이 보기
- 대한민국 민법 제118조 대리권의 범위
- 대한민국 민법 제124조 자기계약, 쌍방대리